# 徐士鷺
徐士鷺（？年—？年），字雝飛。浙江省嘉興府海鹽縣（今屬嘉興市）人，清朝政治人物、翰林。

## 生平
康熙三十二年（1693年）癸酉鄉試舉人。
康熙四十八年（1709年）己丑科第三甲第七十三名同進士出身。選翰林院庶吉士。
徐士鷺學問淵博，在庶常館同僚對其非常倚重，未及散館而卒，時人惜之。